# Ablach (Krauchenwies)
Ablach is een plaats in de Duitse gemeente Krauchenwies, deelstaat Baden-Württemberg, en telt 647 inwoners (2004).